# Growing Up Tour
Die Growing Up Tour war eine weltweite Konzerttournee des britischen Singer-Songwriters und Rock-Musikers Peter Gabriel. Sie bewarb sein 2002 veröffentlichtes, siebtes Studioalbum Up und war gleichzeitig Gabriels erste längere Konzertreihe seit dem Ende seiner Secret World Tour im Jahr 1994.

## Hintergrund
Die Tournee begann am 3. November 2002 in Mexiko-Stadt, endete am 6. Juli 2003 in Montréal und beinhaltete insgesamt 73 Auftritte in Nordamerika und Europa.
Ähnlich wie sein ehemaliger Genesis-Bandkollege Phil Collins auf dessen 1997er Trip into the Light World Tour nutzte Peter Gabriel bei den Hallenkonzerten der Growing Up Tour eine in der Konzerthallenmitte installierte Rundbühne, während er und seine Mitmusiker bei Open-Air-Shows ihre Auftritte hingegen auf einer klassischen Endstage absolvierten. Das Konzept der Hallenshows arbeitete Gabriel gemeinsam mit Robert Lepage aus, mit dem er bereits zehn Jahre zuvor für seine Secret World Tour zusammengearbeitet hatte. Zum Konzept der Rundbühne äußerte Gabriel: „Letztes Mal [für die Secret World Tour] hatten wir zwei Bühnen, eine männliche und eine weibliche, und sie repräsentierten verschiedene Dinge, städtisch, ländlich, und dieses Mal haben wir die Achse vertikal verschoben, und es ist eine Himmelsbühne und eine Erdbühne. Der Titel des Albums war Up, und so lag eine gewisse Logik in dieser vertikalen Übertragung auf die Bühne.“
Neben den technischen Effekten bot Gabriel dem Publikum aber auch die für ihn typische Show mit Choreographien und schauspielerischen Einlagen: so bewegte er sich Gabriel in einem durchsichtigen, aufblasbaren Ball über die Bühne (Growing Up), fuhr auf einem Fahrrad (Solsbury Hill), trug eine mit Lampen bestückte Jacke (Sledgehammer) oder lief kopfüber an der Deckenkonstruktion der Bühne entlang (Downside-Up). Außerdem wurde zu dem Titel The Barry Williams Show eine Talkshow inszeniert.
Seine Band hatte sich seit seiner Secret World Tour nur geringfügig verändert: Ged Lynch nahm den Platz von Manu Katché am Schlagzeug ein und Rachel Z kam als neue Keyboarderin hinzu. Außerdem übernahm erstmals Peter Gabriels Tochter Melanie den weiblichen Background- und Duettgesang. Zu den musikalischen Gästen der Konzerte, die teilweise auch im Vorprogramm auftraten, gehörten The Blind Boys of Alabama (Sky Blue), Sevara Nazarxon (In Your Eyes) und Toir Kuziyev (In Your Eyes). Außerdem waren die Gesangsstimmen von Hukwe Zawose, Charles Zawose und Nusrat Fateh Ali Khan per Zuspieler zu hören.
Aufgrund des großen Erfolges der Tournee gab Peter Gabriel im Folgejahr 2004 mit seiner Still Growing Up Tour in Europa eine Reihe von Zusatzkonzerten mit veränderter Setlist und Bühnenshow.

## Liveaufnahmen
Unter dem Titel Growing Up Live erschien am 3. November 2003 der offizielle Konzertfilm zur Tournee auf DVD, der bei den beiden Auftritten am 8. und 9. Mai 2003 im Fila Forum in Mailand, Lombardei, Italien unter der Regie von Hamish Hamilton aufgenommen wurde. 2016 erfolgte eine Wiederveröffentlichung auf Blu-ray Disc. Am 8. Februar 2019 erschien unter dem gleichen Titel ein Livealbum bei Musik-Streaming-Plattformen und auf Vinyl als 3LP-Version, jedoch nicht auf CD. Unter dem Namen Growing Up on Tour: A Family Portrait erschien ein Dokumentarfilm über die Proben auf Sardinien und die ersten Konzerte in Nordamerika.

## Setlist

### Beispiel-Setlist
- Here Comes the Flood oder Jetzt kommt die Flut (in deutschsprachigen Ländern)
- Darkness
- Red Rain
- Secret World
- Sky Blue
- Downside-Up
- The Barry Williams Show
- More Than This
- Mercy Street
- Digging in the Dirt
- Growing Up
- Animal Nation
- Solsbury Hill
- Sledgehammer
- Signal to Noise
- In Your Eyes
- Come Talk to Me oder No Way Out (beides nicht immer)
- Father, Son

## Tourdaten
| Nr.                 | Datum               | Stadt               | Land                | Veranstaltungsort                      | Anmerkungen                          |
| Leg 1 – Nordamerika | Leg 1 – Nordamerika | Leg 1 – Nordamerika | Leg 1 – Nordamerika | Leg 1 – Nordamerika                    | Leg 1 – Nordamerika                  |
| ------------------- | ------------------- | ------------------- | ------------------- | -------------------------------------- | ------------------------------------ |
| 1                   | 3. November 2002    | Mexiko-Stadt        | Mexiko              | Auditorio Nacional                     |                                      |
| 2                   | 4. November 2002    | Mexiko-Stadt        | Mexiko              | Auditorio Nacional                     |                                      |
| 3                   | 5. November 2002    | Mexiko-Stadt        | Mexiko              | Auditorio Nacional                     |                                      |
| xx                  | 7. November 2002    | Cleveland           | Vereinigte Staaten  | Gund Arena                             | verlegt auf den 19. November 2002    |
| 4                   | 8. November 2002    | Quebec City         | Kanada              | Colisée Pepsi                          |                                      |
| xx                  | 11. November 2002   | Washington, D.C.    | Vereinigte Staaten  | MCI Center                             | verlegt auf den 24. November 2002    |
| 5                   | 12. November 2002   | Chicago             | Vereinigte Staaten  | United Center                          |                                      |
| xx                  | 13. November 2002   | Chicago             | Vereinigte Staaten  | United Center                          | vorverlegt auf den 12. November 2002 |
| 6                   | 14. November 2002   | Chicago             | Vereinigte Staaten  | United Center                          |                                      |
| 7                   | 15. November 2002   | Minneapolis         | Vereinigte Staaten  | Target Center                          |                                      |
| 8                   | 17. November 2002   | East Rutherford     | Vereinigte Staaten  | Continental Airlines Arena             |                                      |
| 9                   | 18. November 2002   | Philadelphia        | Vereinigte Staaten  | First Union Center                     |                                      |
| 10                  | 19. November 2002   | Cleveland           | Vereinigte Staaten  | Gund Arena                             |                                      |
| 11                  | 21. November 2002   | New York City       | Vereinigte Staaten  | Madison Square Garden                  |                                      |
| xx                  | 22. November 2002   | New York City       | Vereinigte Staaten  | Madison Square Garden                  |                                      |
| 12                  | 24. November 2002   | Washington, D.C.    | Vereinigte Staaten  | MCI Center                             |                                      |
| 13                  | 25. November 2002   | Boston              | Vereinigte Staaten  | FleetCenter                            |                                      |
| 14                  | 26. November 2002   | Uncasville          | Vereinigte Staaten  | Mohegan Sun Arena                      |                                      |
| 15                  | 28. November 2002   | Montréal            | Kanada              | Centre Bell                            |                                      |
| 16                  | 29. November 2002   | Montréal            | Kanada              | Centre Bell                            |                                      |
| 17                  | 30. November 2002   | Quebec City         | Kanada              | Colisée Pepsi                          |                                      |
| 18                  | 2. Dezember 2002    | Toronto             | Kanada              | Air Canada Centre                      |                                      |
| 19                  | 3. Dezember 2002    | Auburn Hills        | Vereinigte Staaten  | Palace of Auburn Hills                 |                                      |
| 20                  | 5. Dezember 2002    | Denver              | Vereinigte Staaten  | Pepsi Center                           |                                      |
| 21                  | 8. Dezember 2002    | San Diego           | Vereinigte Staaten  | Sports Arena                           |                                      |
| 22                  | 10. Dezember 2002   | Anaheim             | Vereinigte Staaten  | Arrowhead Pond                         |                                      |
| 23                  | 11. Dezember 2002   | Los Angeles         | Vereinigte Staaten  | Staples Center                         |                                      |
| 24                  | 12. Dezember 2002   | Phoenix             | Vereinigte Staaten  | America West Arena                     |                                      |
| 25                  | 14. Dezember 2002   | Oakland             | Vereinigte Staaten  | The Arena in Oakland                   |                                      |
| 26                  | 15. Dezember 2002   | San Jose            | Vereinigte Staaten  | HP Pavilion at San Jose                |                                      |
| 27                  | 17. Dezember 2002   | Seattle             | Vereinigte Staaten  | KeyArena                               |                                      |
| 28                  | 18. Dezember 2002   | Vancouver           | Kanada              | General Motors Place                   |                                      |
| Leg 2 – Europa      |                     |                     |                     |                                        |                                      |
| 29                  | 24. April 2003      | Stockholm           | Schweden            | Globen                                 |                                      |
| 30                  | 26. April 2003      | Hamburg             | Deutschland         | Color Line Arena                       |                                      |
| 31                  | 27. April 2003      | Berlin              | Deutschland         | Velodrom                               |                                      |
| 32                  | 29. April 2003      | Leipzig             | Deutschland         | Arena Leipzig                          |                                      |
| 33                  | 30. April 2003      | Oberhausen          | Deutschland         | König-Pilsener-Arena                   |                                      |
| 34                  | 2. Mai 2003         | Rotterdam           | Niederlande         | Sportpaleis Ahoy’                      |                                      |
| 35                  | 3. Mai 2003         | Brüssel             | Belgien             | Forest National                        |                                      |
| 36                  | 5. Mai 2003         | München             | Deutschland         | Olympiahalle                           |                                      |
| 37                  | 6. Mai 2003         | Casalecchio di Reno | Italien             | PalaMalaguti                           |                                      |
| 38                  | 8. Mai 2003         | Assago              | Italien             | FilaForum                              |                                      |
| 39                  | 9. Mai 2003         | Assago              | Italien             | FilaForum                              |                                      |
| 40                  | 11. Mai 2003        | Ancona              | Italien             | PalaRossini                            |                                      |
| 41                  | 12. Mai 2003        | Florenz             | Italien             | Palasport                              |                                      |
| 42                  | 14. Mai 2003        | Paris               | Frankreich          | Palais Omnisport de Bercy              |                                      |
| 43                  | 15. Mai 2003        | Zürich              | Schweiz             | Hallenstadion                          |                                      |
| 44                  | 18. Mai 2003        | Manchester          | England             | Manchester Evening News Arena          |                                      |
| 45                  | 19. Mai 2003        | Birmingham          | England             | National Exhibition Centre             |                                      |
| 46                  | 21. Mai 2003        | London              | England             | Wembley Arena                          |                                      |
| 47                  | 22. Mai 2003        | London              | England             | Wembley Arena                          |                                      |
| 48                  | 24. Mai 2003        | Stuttgart           | Deutschland         | Schleyerhalle                          |                                      |
| 49                  | 25. Mai 2003        | Köln                | Deutschland         | Kölnarena                              |                                      |
| 50                  | 27. Mai 2003        | Lyon                | Frankreich          | Halle Tony Garnier                     |                                      |
| 51                  | 28. Mai 2003        | Nizza               | Frankreich          | Palais Nikaia                          |                                      |
| 52                  | 30. Mai 2003        | Posen               | Polen               | Stadion Miejski w Poznaniu             |                                      |
| 53                  | 1. Juni 2003        | Barcelona           | Spanien             | Palau Sant Jordi                       |                                      |
| Leg 3 – Nordamerika |                     |                     |                     |                                        |                                      |
| 54                  | 7. Juni 2003        | Mountain View       | Vereinigte Staaten  | Shoreline Amphitheatre                 |                                      |
| 55                  | 8. Juni 2003        | Irvine              | Vereinigte Staaten  | Verizon Wireless Amphitheatre          |                                      |
| 56                  | 11. Juni 2003       | Dallas              | Vereinigte Staaten  | Smirnoff Music Center                  |                                      |
| 57                  | 12. Juni 2003       | The Woodlands       | Vereinigte Staaten  | Cynthia Woods Mitchell Pavilion        |                                      |
| 58                  | 14. Juni 2003       | West Palm Beach     | Vereinigte Staaten  | Sound Advice Amphitheatre              |                                      |
| 59                  | 16. Juni 2003       | Atlanta             | Vereinigte Staaten  | Chastain Park Amphitheater             |                                      |
| 60                  | 18. Juni 2003       | Mansfield           | Vereinigte Staaten  | Tweeter Center for the Performing Arts |                                      |
| 61                  | 20. Juni 2003       | Holmdel             | Vereinigte Staaten  | PNC Bank Arts Center                   |                                      |
| 62                  | 21. Juni 2003       | Camden              | Vereinigte Staaten  | Tweeter Center                         |                                      |
| 63                  | 22. Juni 2003       | Bristow             | Vereinigte Staaten  | Nissan Pavilion                        |                                      |
| 64                  | 24. Juni 2003       | Wantagh             | Vereinigte Staaten  | Jones Beach Theater                    |                                      |
| 65                  | 26. Juni 2003       | Milwaukee           | Vereinigte Staaten  | Marcus Amphitheater                    | Milwaukee Summerfest 2003            |
| 66                  | 28. Juni 2003       | Tinley Park         | Vereinigte Staaten  | Tweeter Center                         |                                      |
| 67                  | 29. Juni 2003       | Clarkston           | Vereinigte Staaten  | DTE Energy Music Theatre               |                                      |
| 68                  | 1. Juli 2003        | Columbus            | Vereinigte Staaten  | Germain Amphitheater                   |                                      |
| 69                  | 2. Juli 2003        | Noblesville         | Vereinigte Staaten  | Verizon Wireless Music Center          |                                      |
| 70                  | 4. Juli 2003        | Toronto             | Kanada              | Molson Amphitheatre                    |                                      |
| 71                  | 5. Juli 2003        | London              | Kanada              | John Labatt Centre                     |                                      |
| 72                  | 6. Juli 2003        | Montréal            | Kanada              | Centre Bell                            |                                      |

## Band
- Peter Gabriel: Gesang, Keyboards
- Ged Lynch: Schlagzeug
- Tony Levin: Bass
- David Rhodes: Gitarre
- Richard Evans: Gitarre, MIDI-Flöte
- Rachel Z: Keyboards
- Melanie Gabriel: Hintergrundgesang, Gesang bei Downside-Up